# Rosie (film)
Rosie je švýcarský hraný film z roku 2013, který režíroval Marcel Gisler podle vlastního scénáře. Film popisuje vztah matky a dospělého syna.

## Děj
Rosie je tvrdohlavá, sedmdesátiletá vdova, která žije sama ve švýcarském Altstättenu. Jednoho dne dostane mrtvici a je převezena do nemocnice, Zde ji navštíví její dvě děti. Dcera Sophie je nešťastně vdaná a žije se svým manželem a dítětem v St. Gallenu. Lorenz je úspěšný spisovatel gay literatury, který žije v Berlíně, a právě je v tvůrčí krizi. Ani jeden z nich se o matku nemůže postarat. Sama Rosie se domnívá, že může i nadále žít s malou výpomocí sousedky ve svém domě v Altstättenu a nemusí do domu s pečovatelskou službou.
Když se stav Rosie opět zhorší a odmítá domácí péči, Lorenz přijíždí z Berlína do Altstättenu častěji, aby matce vypomáhal. Při jednom nákupu se seznámí s mnohem mladším Mariem, který je dlouho velkým obdivovatelem Lorenzových knih. Mario by chtěl s Lorenzem navázat silnější vztah, Lorenz v něm však vidí jen nerozvážného mladíka. Protože Lorenz musí do Německa kvůli propagačnímu turné jeho nové knihy, a Sophie nemá čas starat se o Rosie, Mario se nabídne, že bude v domácnosti vypomáhat.
Při jednom z návratů do Altstättenu Lorenz potká starý přítele jeho zesnulého otce. Rosie s ním nechce v žádném případě mluvit, aniž nevysvětlí, proč odmítá kontakt s dávným rodinným přítelem. Lorenz se tak pustí do pátrání po stopách svého otce, aby objevil tajemství, které Rosie po dlouhá léta ukrývala.

## Obsazení
| Sibylle Brunner       | Rosie Meran      |
| Fabian Krüger         | Lorenz Meran     |
| Judith Hofmann        | Sophie Meran     |
| Sebastian Ledesma     | Mario            |
| Louis Krähenbühl      | vrchní lékař     |
| Anna-Katharina Müller | sousedka Chantal |

## Ocenění
- Švýcarská filmová cena: nejlepší herečka v hlavní roli (Sibylle Brunner)
- Pink Apple: cena publika
- nominace na Evropskou filmovou cenu
- Curyšská filmová cena: nejlepší hraný film
- Mezipatra: cena hlavní poroty pro nejlepší celovečerní hraný film
- Gay and Lesbian Filmfestival Ljubljana: cena publika